# Varför löper Herr R. Amok?
Varför löper Herr R. Amok? (Warum läuft Herr R. Amok?) är en tysk film från 1970 regisserad av Rainer Werner Fassbinder och Michael Fengler.
Herr R är en vanlig man med fru, barn, vänner, grannar, jobb och arbetskamrater. En dag löper han plötsligt amok.